# Infernal Engine
Infernal Engine — игровой движок, разработанный и поддерживаемый американской компанией Terminal Reality. Первой игрой на базе данной технологии стал экшн BloodRayne, выпущенный в 2002 году для персонального компьютера и игровых консолей. Позднее Infernal Engine был задействован в целом ряде игр как собственного производства компании Terminal Reality, так и сторонних студий.

## История разработки
Игровой движок Infernal Engine первоначально использовался как внутренняя разработка компании Terminal Reality, то есть не лицензировался сторонним лицам. На его основе были разработаны BloodRayne (2002) и BloodRayne 2 (2004 год). До разработки Infernal, компания использовала в своих играх другой собственный движок — Photex engine.
С разработкой игры Ghostbusters: The Video Game, которая базируется на фильме «Охотники за привидениями», новая версия Infernal Engine стала распространяться по коммерческой лицензии. Таким образом, технология стала доступна к лицензированию третьим лицам.
В июне 2009 года известное издание Develop, которое специализируется на разработке компьютерных игр, включило Infernal Engine в список десяти лучших игровых движков, наряду с Torque 3D, Vicious Engine 2, CryEngine 3 и Gamebryo Lightspeed; первое место получил Unreal Engine 3.

## Технические характеристики
Infernal Engine — игровой движок, подпрограммное обеспечение, представляющее комплекс из графического движка (рендерера) (центральный компонент), звукового и физического движков, скриптовой системы, программ для разработки и других компонентов.
Движок является кроссплатформенным и доступен для лицензирования на таких платформах как персональный компьютер, Wii, Xbox 360, PlayStation 2 и PlayStation 3. Ранние версии движка, недоступные для лицензирования, могли работать с Xbox и GameCube. Infernal Engine оптимизирован для функционирования на многоядерных процессорах, в частности, особенные оптимизации произведены для устройств производства Intel.
Интегрирован физический движок VELOCITY собственной разработки компании, который поддерживает возможность разрушения большинства объектов игрового мира. В старых версиях, в частности, в BloodRayne 2, в качестве физического движка был встроен Open Dynamics Engine, являющийся открытым программным обеспечением.
Также встроен ряд компонентов других фирм: Scaleform GFx, FMOD, Wwise, Bink, Fonix и Quazal. 
Собственный скриптовый язык Dante написан в схожести с языком программирования C++ и предлагает немедленное отражение изменений в скрипте без повторной компиляции.
Графический движок способен обрабатывать массовые сцены, которые могут включать до 1000 человек в поле зрения и 500 вне поля зрения игрока, работая как с закрытыми (англ. indoor), так и открытыми (англ. outdoor) пространствами. Используются методы рельефного текстурирования для текстур, применяется ряд пост-эффектов при обработке конечного изображения.

## Игры, использующие Infernal Engine
- 2002 — BloodRayne от Terminal Reality (ПК, Macintosh, GameCube, PlayStation 2, Xbox)
- 2004 — BloodRayne 2 от Terminal Reality (ПК, PlayStation 2, Xbox)[7]
- 2008 — Mushroom Men: The Spore Wars от Red Fly Studio (Wii)
- 2009 — Ghostbusters: The Video Game от Terminal Reality (ПК, PlayStation 2, PlayStation 3, Xbox 360)[8][4]
- 2009 — Ghostbusters Wii от Red Fly Studio (Wii)
- 2009 — Food Network: Cook or Be Cooked от Red Fly Studio (Wii)[9]
- 2009 — Bass Pro Shops: The Strike от Piranha Games (ПК, Xbox 360, Wii)[10]
- 2010 — Disney’s Guilty Party от Wideload (Wii)
- 2010 — Wipeout: The Game от ACRONYM (Wii)
- 2010 — Mushroom Men от Red Fly Studio (Wii, Nintendo DS)
- 2010 — Bass Pro Shops: The Hunt от Piranha Games (ПК, Xbox 360, Wii)[10]
- 2010 — Def Jam Rapstar от Terminal Reality, 4mm Games, Def Jam Interactive (Wii, PlayStation 3, Xbox 360)
- 2012 — Kinect: Star Wars от Terminal Reality (Xbox 360)
- 2013 — The Walking Dead: Survival Instinct от Terminal Reality (ПК, Xbox 360, PlayStation 3)